# Elektronenkanone
Als Elektronenkanone, auch Elektronenstrahlsystem, Elektronenquelle oder kurz Strahlsystem, wird eine elektrische Anordnung zur Erzeugung von Elektronenstrahlen bezeichnet. Die Elektronenkanone stellt einen gebündelten und gerichteten Elektronenstrahl zur Verfügung, wie er beispielsweise in Elektronenröhren und Elektronenmikroskopen, sowie beim Elektronenstrahlschmelzen als Strahlsystem verwendet wird. Bei allgemeinen Elektronenquellen liegt keine Bündelung des Elektronenstrahls vor. 
Bei dem Aufbau werden Elektronen aus einem elektrischen Leiter – der Kathode, welche meist erwärmt ist, um die Austrittsarbeit für die Ladungsträger sicherzustellen – in ein Vakuum emittiert. Durch die an der Anode gegenüber der Kathode positive Spannung werden die Elektronen zur Anode hin beschleunigt. In der Anode befindet sich bei Elektronenkanonen ein Loch, durch das der Elektronenstrahl durchgelassen wird.

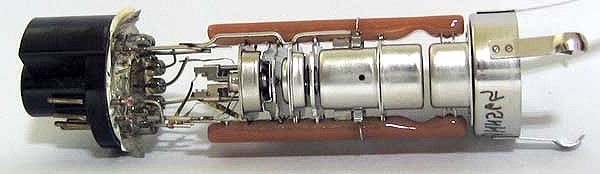
Elektronenkanone aus einer Kathodenstrahlröhre ohne Glaskolben.

## Prinzip

Aufbau einer Elektronenkanone mit Wehneltzylinder:
➀ Glühkathode
➁ Wehneltzylinder
➂ Anodenblende

Bei den meisten Bauformen werden die Elektronen von einer geeigneten Kathode emittiert und durch eine konstante elektrische Potentialdifferenz (der Beschleunigungsspannung UB) auf eine Anode zu beschleunigt. Die kinetische Energie Ek eines beschleunigten Elektrons beträgt näherungsweise
{\displaystyle E_{k}=eU_{B}}
Dabei ist e die elektrische Elementarladung. Aus dieser Beziehung ergibt sich auch die Definition der Energieeinheit Elektronenvolt (eV). Stellt man dem Strahl eine Materialprobe in den Weg, so bestimmt die Energie der Elektronen deren Reichweite im Material. Sie ist somit ein wichtiger Parameter für viele technologische Anwendungen.
Ist N die Anzahl von Elektronen, die in der Zeit t (z. B. eine Sekunde) durch eine senkrecht zum Strahl gedachte Fläche treten, so ist
{\displaystyle I=eN/t}
der elektrische Strom des Elektronenstrahles (Strahlstrom), dessen technische Stromrichtung zur Kathode weist. Der Strahlstrom ist neben der kinetischen Energie ein Maß für die Wirkung beim Auftreffen, zum Beispiel die Materialerwärmung (z. B. beim Schweißen) oder die Helligkeit eines Bildschirmes. Weitere technologierelevante Parameter sind die Strahlleistung (Produkt aus Strahlstrom und Beschleunigungsspannung) und die Leistungsdichte, die sich aus dem Strahldurchmesser und der Strahlleistung ergibt.
Oft verlässt der Strahl die Kanone durch ein Loch in der Anode, dessen Größe auch den Strahldurchmesser festlegt. Zusätzliche, oft ring- oder rohrförmige Elektroden sowie Magnetfelder im Rahmen der Elektronenoptik sorgen für die Fokussierung oder die weitere Beschleunigung des Elektronenstrahls. Sie können sowohl zwischen Kathode und Anode, als auch nach der Anode angebracht sein. Man spricht dementsprechend von elektrostatischer bzw. magnetischer Fokussierung. Zur magnetischen Fokussierung werden axialsymmetrische Magnetfelder eingesetzt.
Der Elektronenstrahl kann durch ein Ablenksystem, d. h. durch quer verlaufende elektrische oder magnetische Felder aus seiner Richtung abgelenkt werden, um ihn an einem bestimmten Ort auftreffen zu lassen.

## Raumladung
Die obige Beziehung zwischen Ek und Ub gilt exakt nur für Elektronen auf der Oberfläche des Strahls bzw. für einen sehr geringen Strahlstrom. Elektronen, die sich weiter innen im Strahl aufhalten, werden weniger stark beschleunigt, da das elektrische Feld der weiter außen befindlichen Elektronen sie teilweise von der Beschleunigungsspannung abschirmt, was als Raumladungseffekt bezeichnet wird.
Falls die Beschleunigungsspannung zu gering ist, um alle emittierten Elektronen schnell genug abzusaugen, bilden diese vor der Kathode nach und nach eine Raumladungswolke, deren elektrisches Potenzial die Emission weiterer Elektronen reduziert (raumladungsbegrenzter Betrieb). Dies kann durchaus gewünscht sein, damit z. B. der Elektronenstrom bei fester Beschleunigungsspannung auch dann konstant bleibt, wenn sich die Perveanz der Kathode (die maximale Rate der Elektronenemission) z. B. durch Temperaturänderung oder Alterung der Kathode verändert. Unter diesen Umständen wird die Abhängigkeit des Strahlstroms von der Beschleunigungsspannung beschrieben.
Der Strahlstrom kann mit einem die Raumladungszone der Kathode begrenzenden Wehneltzylinder, welcher sich auf negativem Potential gegenüber der Kathode befindet, gesteuert werden. Dabei handelt es sich um ein Steuergitter zum Fokussieren von Elektronenstrahlen und zum Regeln der Helligkeit in Kathodenstrahlröhren. Durch Einsatz des Wehneltzylinders kann die sonst notwendige sehr hohe Anodenspannung reduziert werden.

## Technische Realisierung

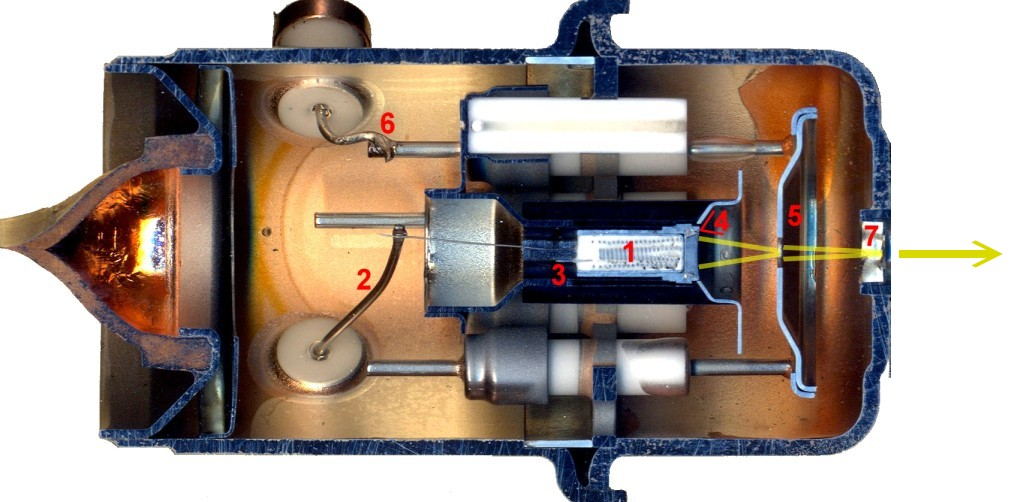
Querschnitt durch eine Elektronenkanone einer Wanderfeldröhre.

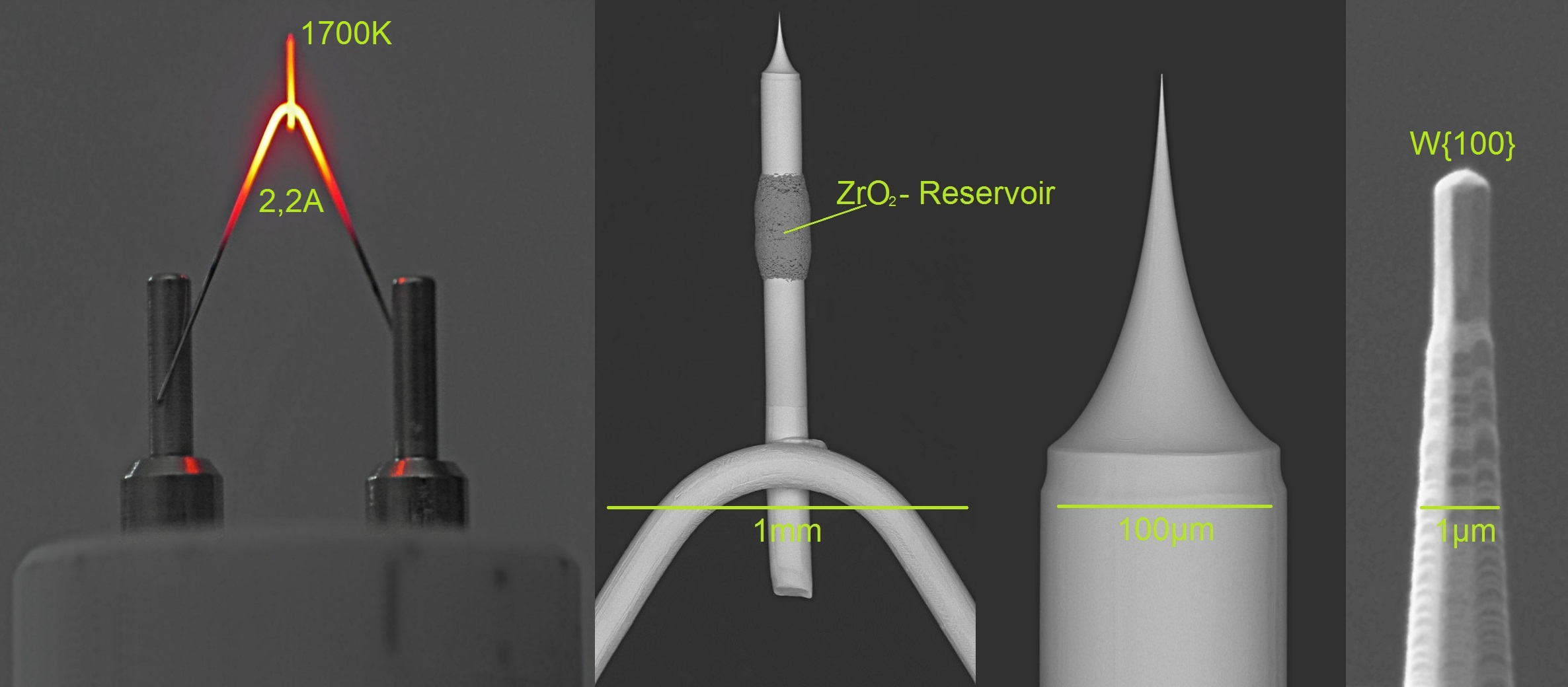
Schottky-Emitter Elektronenquelle

Sämtliche Teile einer Elektronenkanone befinden sich im Hochvakuum, um die mittlere freie Weglänge der Elektronen auf Distanzen der Größenordnung des Aufbaues zu vergrößern. Die Freisetzung der im Kathodenmaterial vorhandenen Elektronen findet meist durch einen der folgenden drei Prozesse statt:
- Glühemission (Edison-Effekt)
- Feldemission
- Photoemission (äußerer Photoelektrischer Effekt).

Meist werden Glühkathoden als Elektronenemitter verwendet. Im Bild wird das Heizelement (Ziffer 1 im Bild) über die Zuleitungen (2) und (3) (Außenkontakt nicht sichtbar) an die externe Heizspannungsquelle angeschlossen.
Im Falle von vollständig raumladungsbegrenztem Betrieb der Kathode kann  die von der Raumladung verursachte Strahlaufweitung in guter Näherung durch Verwendung eines sog. Pierce-Schildes ausgeglichen werden. Dabei handelt es sich um eine Elektrode mit einer kegelförmigen Öffnung (67,5° Öffnungswinkel), innerhalb welcher sich die Kathode befindet. Für Elektronenstrahlsysteme, die mit hoher Beschleunigungsspannung betrieben werden, wird die Kathode oft von einem Wehneltzylinder eingeschlossen. Der beschleunigte Strahl tritt aus diesem durch ein kleines Loch auf der Stirnseite aus. Der Wehneltzylinder gestattet die nahezu leistungslose Steuerung des Strahlstromes, da er in der Regel negativ gegenüber der Kathode ist und er so selbst keinen Strom führt.
Wehneltzylinder mit Pierce-Blende (4) sind um die bzw. rechts von der Heizquelle angeordnet. Die roten Linien deuten den Pierce-Winkel zwischen dem Elektronenstrahl (gelbe Linien) und Pierce Blende an. Die Anode (5) und die Hochspannungszuleitung beschleunigen den Elektronenstrahl.
Der Elektronenstrahl verbleibt meist (zum Beispiel bei Bildröhren oder Wanderfeldröhren) im Vakuum, kann jedoch durch aerodynamische Fenster oder Fenster z. B. aus dünnem Aluminium auch aus dem Vakuum austreten. Er hat in Luft eine seiner Beschleunigungsspannung entsprechende Reichweite von bis zu einigen Zentimetern. Im Bild tritt der Elektronenstrahl durch die Blende (7) in den rechten Teil der hier nicht gezeigten Wanderfeldröhre ein.
Elektronenkanonen werden mit Strahlleistungen von einigen nW (kleine Experimentieranlagen), einigen Watt (Mikrosystemanwendungen, Bildröhren) bis zu einigen hundert Kilowatt (Elektronenstrahlschmelzen, Elektronenstrahlverdampfen) eingesetzt. Beschleunigungsspannungen liegen je nach Anwendung zwischen einigen V bis ca. 300 kV. Der Strahldurchmesser liegt je nach Anwendung zwischen einigen Mikrometern und einigen Zentimetern. Die Leistungsdichten erreichen Werte bis 107 W/cm2.

## Kathodenarten in Elektronenmikroskopen
In Elektronenmikroskopen kommen verschiedene Arten von Kathoden, die als Filamente bezeichnet werden, zum Einsatz:

### Haarnadelkathode
Viele Geräte besitzen eine Glühkathode (auch Filament genannt) aus einer Wolframlegierung. Diese Kathoden – wegen ihrer Form auch Haarnadelkathoden genannt – sind preiswert, einfach zu handhaben und liefern einen hohen Strahlstrom, der z. B. für WDX- und  EDX-Analysen nötig ist. Ein Nachteil der Haarnadelkathode ist, dass sie keine punktförmige Elektronenquelle ermöglicht, wodurch auch die Auflösung eingeschränkt wird. Ferner ist diese Elektronenquelle wartungsintensiv, da das Filament bei Gebrauch immer dünner wird und schließlich durchbrennt und ersetzt werden muss. Die Lebensdauer eines Filaments beträgt zwischen 100 und 500 Stunden.
Daneben werden auch Spitzenkathoden mit aufgeschweißter Wolframspitze angeboten. Der vordere Spitzenradius beträgt nur wenige Mikrometer. Dadurch ist die Emission von Elektronen auf einen geringeren Querschnitt konzentriert und liefert einen kohärenteren Strahl mit höherer Gesamthelligkeit. Die Spitzenkathoden erfordern ein äußerst gutes Vakuum, weil ansonsten die Lebensdauer durch Sputterprozesse auf nur wenige Stunden verkürzt wird.

### LaB6-Kathoden und CeB6-Kathoden
Einkristalline Lanthanhexaborid- oder Ceriumhexaborid-Kathoden (LaB6, CeB6) bestehen aus winzigen Spitzen, die auf einem Träger sitzen. Lanthanhexaborid und Ceriumhexaborid haben eine sehr niedrige Elektronenaustrittsarbeit. Im Rasterelektronenmikroskop führt die so gewonnene Leuchtdichte zu einer besseren Bildauflösung und zu einem im Vergleich zur Wolframkathode besseren Signal-/Rauschverhältnis. Bei mikroanalytischen Anwendungen (EDX) wird ein kleiner Strahldurchmesser und eine bessere Zählstatistik erreicht. Die Lebensdauer ist mit bis zu 3000 Stunden im Vergleich zur Wolframkathode höher, verlangt aber ein Vakuum im Kathodenraum von 10−5 Pascal oder besser. Außerdem muss die Kathode vorsichtig gehandhabt, zentriert und geheizt/gekühlt werden.

### Feldemissions-Kathode
Bei modernen Elektronenmikroskopen kommen für höchste Auflösungen Feldemissionskathoden (FEM) zum Einsatz. In der kalten Feldemissions-Kathode (Feldemitter) werden Elektronen ausschließlich durch eine hohe Spannung aus einer feinen monokristallinen Nadelspitze herausgezogen und in Richtung Anode beschleunigt. Der Vorteil dieser „kalten Kathode“ ist ein sehr dünner Primärstrahl, der Nachteil ist der relativ geringe Strahlstrom.
Seit Anfang der neunziger Jahre sind immer häufiger Feldemissions-Rasterelektronenmikroskope (FESEM von englisch Field Emission Scanning Electron Microscope) und Transmissionselektronenmikroskope mit Schottky-Feldemissionskathode anzutreffen. Diese auch als warme Feldemission bezeichnete Technik stellt einen sinnvollen Kompromiss zwischen hoher Elektronenausbeute einer Glühkathode und Feinheit des Elektronenstrahls der Feldemissions-Kathode dar. Das Resultat ist ein universell einsetzbares Elektronenmikroskop, das sowohl sehr hohe Auflösungen, als auch sehr gute Analysefähigkeiten besitzt. Die Parameter des Elektronenstrahls sind bei diesem Kathodentyp über lange Zeiträume konstant, was der Qualität von Langzeituntersuchungen sehr zugutekommt. Ein Nachteil ist der relativ hohe Preis, der jedoch durch die hohe Lebensdauer von  mindestens ein bis zu sieben Jahren wieder kompensiert wird.

## Anwendungen
Elektronenstrahlsysteme finden Anwendung sowohl in der Forschung (als Elektronen-Injektor für Beschleuniger (Betatron)) wie auch in der Industrie (Elektronenstrahlschweißen, Härten, Perforieren, Strahlenvernetzung, Sterilisieren, Elektronenstrahllithografie, Elektronenstrahlabgleich).
Eine bekannte technische Anwendung von Elektronenstrahlsystemen ist die Braunsche Röhre (Kathodenstrahlröhre (Oszillografenröhren, Röhrenmonitore, Fernseher mit Bildröhre)). Auch Röntgenröhren verwenden Elektronenstrahlen.
Elektronenstrahlen werden auch für die Elektronenmikroskopie und in Laufzeitröhren (Wanderfeldröhre, Gyrotron) verwendet.

## Röntgenstrahlung
Elektronen erzeugen beim Auftreffen insbesondere auf Metallflächen Röntgenbremsstrahlung. Dieser Effekt wird in Röntgenröhren zur Erzeugung von Röntgenstrahlung ausgenutzt, ist jedoch bei den meisten anderen Elektronenstrahlsystemen unerwünscht. Die Härte (Quantenenergie bzw. Reziprok der Wellenlänge) der Röntgenstrahlung steigt mit zunehmender Beschleunigungsspannung an, ihre Intensität steigt mit zunehmender Dichte des Targets sowie dem Strahlstrom an. Härtere Röntgenstrahlung, wie sie bei hohen Beschleunigungsspannungen auftritt, vermag die Wandung der Vakuumapparatur zu durchdringen und kann Strahlenschäden verursachen. Sie muss dann abgeschirmt werden.
Die Emission von Röntgenstrahlung tritt auch bei anderen Elektronenröhren hoher Anodenspannung auf. Sie ist ein Grund, weshalb die Beschleunigungsspannung von Bildröhren auf etwa 27 Kilovolt begrenzt wird.